# Яким (Левицький)
Архієпископ Яки́м (в миру Іван Якимович Левитський; 30 березня (11 квітня) 1853, село Драбівка, Черкаський повіт, Київська губернія (колишній Переяславський полк Гетьманщини) — початок 1921) — український релігійний та освітній діяч, духовний письменник, переконаний монархіст. Випускник Київської духовної академії. Ректор Ризької духовної семінарії Відомства православного сповідання Російської імперії. Історик Латвійської православної церкви.
Учасник Всеросійського Помісного собору в Москві.
Єпископ Російської православної церкви (безпатріаршої); в Україні — єпископ Балтський, вікарій Кам'янець-Подільської єпархії (1896—1897).

## Життєпис
Народився в українській родині у селі Драбівка, поблизу Черкас. Навчався у Києво-Софійському духовному училищі, потім у Київській духовній семінарії.
1879 року закінчив Київську духовну академію зі ступенем кандидата богослов'я. Емігрує до Латвії, де призначений викладачем Ризької духовної семінарії.
24 червня 1880 року — рукоположений у сан пресвітера до Ризького катедрального собору РПЦ (б).
1883–1886 рр. — був законовчителем Ризького піхотно-юнкерського училища та вищого дівочого приватного училища Тайлової і тимчасово виконував обов'язки інспектора у семінарії.
1886 року став вдівцем із трьома дітьми.
28 червня 1893 року прийняв чернечий постриг, 29 червня зведений в сан архімандрита та призначений ректором Ризької семінарії.
14 січня 1896 року тимчасово повертається в Україну, де відбувається хіротонія на єпископа Балтського, вікарія Кам'янець-Подільської єпархії Церкви Російської імперії.
24 травня 1897 р. — єпископ Брестський, вікарій Литовської єпархії РПЦ (б).
13 січня 1900 р. — єпископ Гродненський та Брестський РПЦ (б).
26 листопада 1903 р. — єпископ Оренбурзький та Уральський РПЦ (б).
7 листопада 1908 р. — єпископ Оренбурзький та Тургайський РПЦ (б).
13 серпня 1910 р. — на Нижньогородській катедрі РПЦ (б).
Був почесним членом Нижньогородського відділення Всеросійської монархічної ради.
6 травня 1916 р. — зведений в сан архієпископа.
В 1917–1918 роках був учасником Всеросійського Помісного собору в Москві — за посадою, а після звільнення 22 березня 1918 на покій — за постановленням Собору.
22 березня 1918 року звільнений згідно прохання на спокій, призначений настоятелем Воскресенського Ново-Єрусалимського монастиря, потім поїхав до родичів у Крим.
Згідно «Православної енциклопедії», свідчення про його страту більшовиками у 1918 (повішений біля Царських воріт собору Севастополя) є помилковими; можливо убитий більшовиками на початку 1921 р. в околицях Севастополя.

## Основні праці
- «Открытие самостоятельной Рижской епархии; состав и пределы её»;
- «Высокопреосвященство Платон (Городецкий), архиепископ Рижский и Митавский»;
- «Преосвященство Филарет (Филаретов), епископ Рижский и Митавский»;
- «Высокопреосвященство Арсений (Брянцев), архиепископ Рижский и Митавский».